# Beaumont, Puy-de-Dôme
Beaumont är en kommun i departementet Puy-de-Dôme i regionen Auvergne-Rhône-Alpes i centrala Frankrike. Kommunen ligger i kantonen Beaumont som tillhör arrondissementet Clermont-Ferrand. År 2022 hade Beaumont 10 787 invånare.

## Befolkningsutveckling
Antalet invånare i kommunen Beaumont
| Referens: INSEE |